# Luser
Luser, castellanizado Lúser, contracción del inglés entre loser (perdedor, fracasado) y user (usuario), es un término utilizado por hackers y BOFHs para referirse a los usuarios comunes (local users en inglés o l-users, de ahí el término), de manera peyorativa y como burla. "Luser" es el usuario común, que generalmente se encuentra en desventaja frente a los usuarios expertos, quienes pueden controlar todos los aspectos de un sistema.

## Descripción
El término fue acuñado en 1975 en el MIT después de que algunos estudiantes modificaran la programación de la computadora ITS para que en vez de informar de "XX users online", informara de "XX losers online"[cita requerida]. Finalmente la palabra "losers" (perdedores, fracasados) fue cambiada por "lusers" que se pronuncia igual pero no significaba nada ya que era un término nuevo, que mezclaba "losers" con "users" (usuarios).
También es utilizado para designar a todo usuario leecher que no busca las oportunidades de aprender, y que en cambio espera obtener las máximas facilidades de uso.